# إبرار كاراكورت
إبرار كاراكورت (مواليد 17 يناير 2000) هي لاعبة كرة طائرة تركية تلعب في منتخب تركيا.